# Max Born (acteur)
Pour les articles homonymes, voir Max Born et Born.
Max Russell Born, né le 12 mai 1951 à Oxford (Oxfordshire, Angleterre), est un acteur et musicien britannique connu pour avoir incarné le personnage de Giton dans le film Satyricon de Federico Fellini (1969). Petit-fils du physicien allemand Max Born (1882-1970), lauréat du prix Nobel de physique en 1954, il s’est également illustré comme chanteur-compositeur après sa carrière cinématographique.

## Biographie

### Jeunesse et famille
Max Born naît à Oxford, en Angleterre, dans une famille marquée par un héritage intellectuel et artistique. Il est le fils de Gustav Victor Rudolf Born, médecin et pharmacologue britannique, et le petit-fils de Max Born, physicien allemand d’origine juive, célèbre pour ses travaux sur la mécanique quantique et récompensé par le Nobel en 1954. Sa grand-mère paternelle, Hedwig Ehrenberg, est issue d’une lignée de juristes et d’intellectuels allemands. Max Born est également le cousin germain de la chanteuse et actrice Olivia Newton-John, ainsi que de l’actrice Rona Newton-John et du médecin Hugh Newton-John, inventeur d’un modèle portable de poumon d’acier.
Durant son adolescence, Max Born se rebelle contre son milieu académique. Il abandonne ses études, quitte le domicile familial et s’installe à Londres, où il découvre la scène musicale des années 1960, influencé par des artistes comme Bob Dylan. Cette période marque un tournant vers une vie bohème et créative.

### Carrière au cinéma
En 1968, alors qu’il vit à Londres, Max Born est repéré par le cinéaste italien Federico Fellini, qui recherche un jeune acteur pour son film Fellini Satyricon. Fellini, séduit par son apparence et sa personnalité, lui offre le rôle de Giton, un jeune esclave romain au cœur d’un triangle amoureux dans cette adaptation libre de l’œuvre de Pétrone. Le film, sorti en 1969, est une fresque surréaliste explorant la décadence de la Rome antique. Max Born y partage l’affiche avec Martin Potter et Hiram Keller. Sa performance, bien que dans un rôle secondaire, contribue à l’esthétique onirique et provocatrice de l’œuvre, qui reçoit des critiques élogieuses et une nomination aux Oscars pour Fellini.
En 1971, il apparaît dans le documentaire Ciao Federico ! de Gideon Bachman, qui retrace les coulisses du tournage de Satyricon. On y voit Max Born interpréter une chanson de Bob Dylan, « Don’t Think Twice, It’s All Right », témoignant de son intérêt précoce pour la musique.

### Carrière musicale et vie ultérieure
Après son expérience cinématographique, Max Born délaisse le cinéma pour se consacrer à la musique. Installé à Palma de Majorque, en Espagne, il développe une carrière de chanteur-compositeur, influencé par la philosophie orientale (notamment le bouddhisme) et les musiques folk. Ses chansons abordent des thèmes variés, allant de la physique quantique – un clin d’œil à l’héritage de son grand-père – à des réflexions sur la condition humaine. Parmi ses œuvres figure un album intitulé Strange Times, enregistré avec le producteur Hay Zeelen, qui met en avant son talent pour des textes poétiques et des mélodies originales.
Résidant depuis plusieurs décennies à Majorque, Max Born mène une vie discrète, loin des projecteurs, tout en poursuivant ses activités artistiques et son intérêt pour les médecines alternatives, comme le yoga et les remèdes naturels.

## Filmographie
- 1969 : Satyricon (Fellini Satyricon) de Federico Fellini : Giton
- 1971 : Ciao Federico ! documentaire de Gideon Bachman : lui-même

## Discographie sélective
- Strange Times (date inconnue, produit par Hay Zeelen)

## Vie privée
Max Born est lié par sa famille à plusieurs personnalités notables. Outre son lien avec Olivia Newton-John, il partage une ascendance avec le comédien britannique Ben Elton, son cousin au troisième degré via la lignée Ehrenberg. Il vit à Palma de Majorque, où il cultive un mode de vie éloigné de la célébrité.

## Anecdotes
Lors de sa rencontre avec Fellini à Londres, le réalisateur lui aurait décrit Satyricon comme une « science-fiction du passé », une vision qui a profondément marqué le jeune acteur. Leur relation s’est développée en une amitié sincère pendant le tournage.